# Dramatiska Institutet
Dramatiska Institutet (DI) var en svensk film- og scenekunsthøjskole i Stockholm, grundlagt i 1970 med uddannelser i kunstneriske aktiviteter indenfor scenekunst og medier. Højskolen efterfulgte Svenska Filminstitutets filmskola, der blev stiftet i 1964. Den 1. januar 2011 fusioneredes Dramatiska Institutet og Teaterhögskolan i Stockholm og dannede Stockholms dramatiska högskola. 

## Historie

### Filmskolen
Inden 60'erne var der ingen egentlig filmproduktionsuddannelse i Sverige, men de enkelte medarbejdere lærte fagene ved at starte som assistenter i produktionen eller få erfaring på egen hånd (ved siden af en intern uofficiel uddannelse hos filmselskaberne). Den socialdemokratiske regering havde undersøgt mulighederne for at oprette selvstændige erhvervsuddannelser inden for teater, film, radio og tv. For skuespilkunsten blev Statens scenskola oprettet samtidig med, at Harry Schein i 1963 formåede at grundlægge Svenska Filminstitutet (SF) og blive dets administrerende direktør. Derefter startede han også Filminstituttets Filmskole den 15. september 1964, der fik sin første hjemmebase i Europafilms studier i Mariehäll. 
12 studerende blev udvalgt til uddannelsen pr. årgang, fordelt på fire forskellige erhvervslinjer, og sceneuddannelsens varighed var tre semestre. Rune Waldekranz blev udnævnt som første rektor for filmskolen, Bertil Lauritzen som dens studieleder og Lars Werner som produktionschef. Blandt lærerne var Göran Strindberg (fotolærer), Lena Malmsjö og Lars Werner (lærer for produktions- og indspilningsledere), Pelle Lönndahl (lydlærer) samt Carl-Olov Skeppstedt og Margit Nordkvist (klippelærer). Ingmar Bergman blev udnævnt til "inspektør" og foredragsholder. Skolen havde et højt ambitionsniveau og fik det første år europæiske filmskabere som Jean-Luc Godard, René Clair og François Truffaut som undervisere, foruden svenske Bo Widerberg og Vilgot Sjöman. 

### Dramatiska Institutet
Da Filmhuset stod færdigt i 1970, flyttede virksomheden til Gärdet og udvidedes til Dramatiska Institutet med otte forskellige uddannelseslinjer og over 100 studerende. Efterhånden blev uddannelserne yderligere udvidet til at omfatte linjer inden for radio og tv samt uddannelse i teaterproduktion og relaterede praktiske erhverv.
Mange kendte kultur- og mediepersonligheder har gennem årene studeret på filmskolen og Dramatiska Instituttet, bl.a. Roy Andersson, Jonas Cornell, Josef Fares, Stina Lundberg, Eva Dahlman, Kjell Dabrowski, Alexander Öberg, Artur Ringart, Mark Levengood, Anders Lundin, Farnaz Arbabi, Karin af Klintberg, Lukas Moodysson, Marcus Lindeen, Stieg Larsson, Kjell Sundvall, Jasenko Selimovic, Ella Lemhagen, Eva Beckman og Özz Nûjen.
Kandidaterne fra tv-producentuddannelsen arbejder i UR, SBS, TV4, MTG, SVT eller for forskellige produktionsselskaber. Uddannelsens radiostuderende er nu aktive i Sveriges Radio, på andre radiokanaler eller i forskellige mindre produktionsselskaber. Adskillige radio- og tv-producerelever er blevet tildelt Ikarospriset og Stora journalistpriset inden for både radio- og tv-produktioner. 
I september 2004 flyttede DI fra lokalerne i Filmhuset til eget nybygget hovedkvarter på Valhallavägen 189 i Stockholm, lige ved siden af Filmhuset.

## Skandalen
Dramatiska Institutet blev genstand for en del opmærksomhed i foråret 2005, da en gruppe børn på Stensöskolan fik oplæst en novelle af eksplicit seksuel karakter af en voksenelev fra uddannelsen. Hændelsen fik betydelig mediedækning og udløste både en internt bestilt undersøgelse, udført af Bengt Westerberg, og en mere formel undersøgelse af Verket för högskoleservice. Begge disse rapporter var ifølge Dramatiska Institutet ret enige om, hvad der skulle ske for at undgå lignende ting i fremtiden, og en arbejdsproces for at gennemføre de foreslåede ændringer begyndte.
Dramatiska Institutets disciplinærnævn besluttede i sidste ende ikke at gribe ind over for den enkelte elev med henvisning til både manglende vejledning og retningslinjer i projektet.
Man gik i gang med en indledende undersøgelse af skandalen, som efterfølgende førte til, at der blev rejst tiltale mod den pågældende studerende for seksuel chikane, og han blev i byretten idømt 80 dagbøder, som senere blev nedsat til 50 dagbøder, med en mildere anklage, "chikane", af appelretten. Sagen blev anket til Högsta domstolen, som dog afviste at genoptage sagen.